# وست کلونا
وست کلونا یا کلونای غربی (به انگلیسی: West Kelowna) شهری است در استان British Columbiaی Canada که در منطقه Okanagan واقع است.
در سال ۲۰۱۱ جمعیت وست کلونا ۳۰٬۸۹۲ نفر بود که دومین شهر پرجمعیت منطقه اوکناگن ولی محسوب می‌شود.